# Pics anti-volatiles

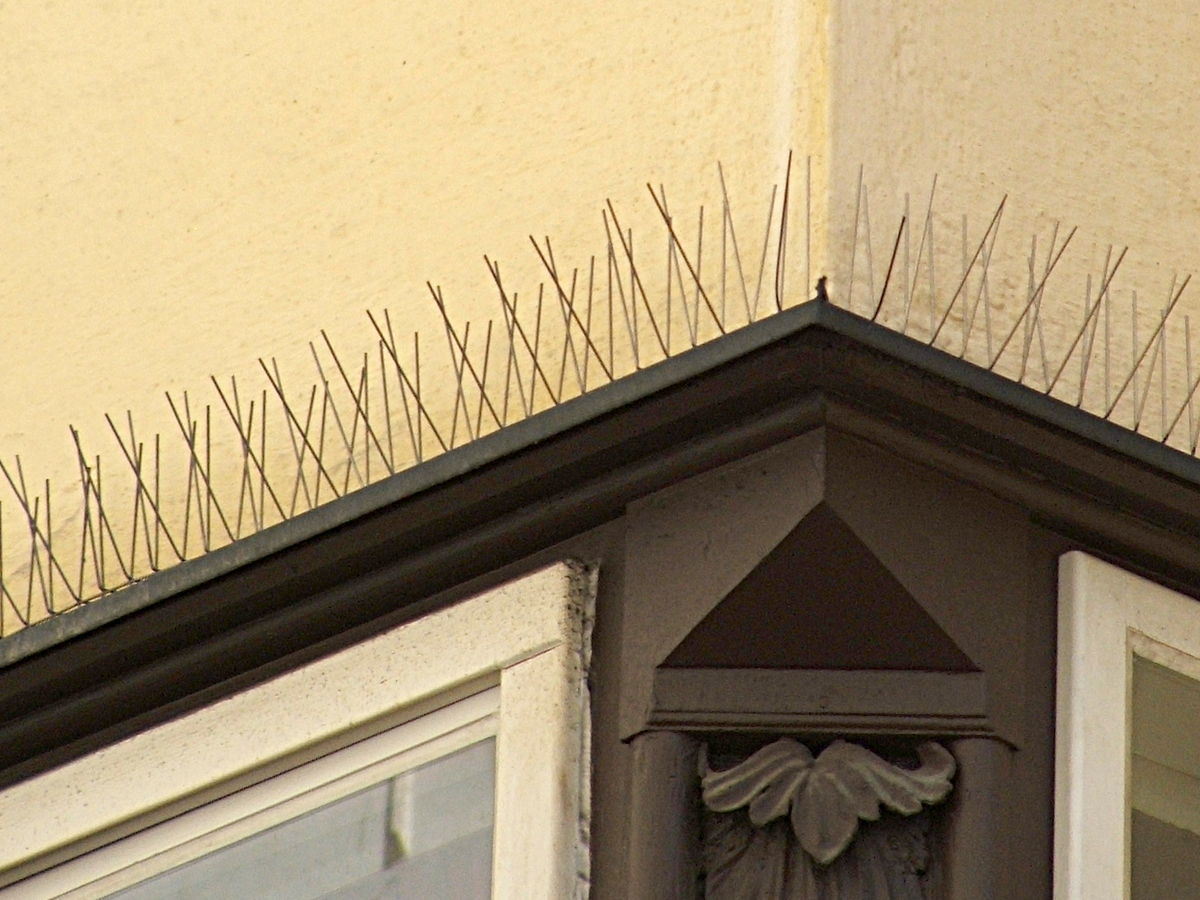
Piques anti-pigeons sur une corniche.

Les pics anti-volatiles (aussi appelés pics anti-pigeons) sont des dispositifs répulsifs constitués de longues pointes et destinés à la lutte contre les oiseaux nuisibles. Ils se disposent sur les saillies des bâtiments, réverbères, enseignes, sculptures, etc. et permettent d'éviter les nuisances causées par les fientes, les nids, le chant, les agents pathogènes, etc. des oiseaux.

## Dispositif
Les pics anti-volatiles sont constitués d'un ensemble de pointes métalliques inoxydables d'une douzaine de centimètres de long fixées à leur base sur une semelle généralement en polystyrène qui est à son tour fixée sur les parties saillantes à protéger à la colle silicone. Leur principe est de réduire la surface sur laquelle les oiseaux peuvent se poser. Le dispositif repousse de nombreuses espèces telles que les mouettes, les pigeons, les corbeaux ou les vautours.
La Royal Society for the Protection of Birds conseille ce dispositif, parmi d'autres, pour chasser les pigeons des jardins.

## Utilisation

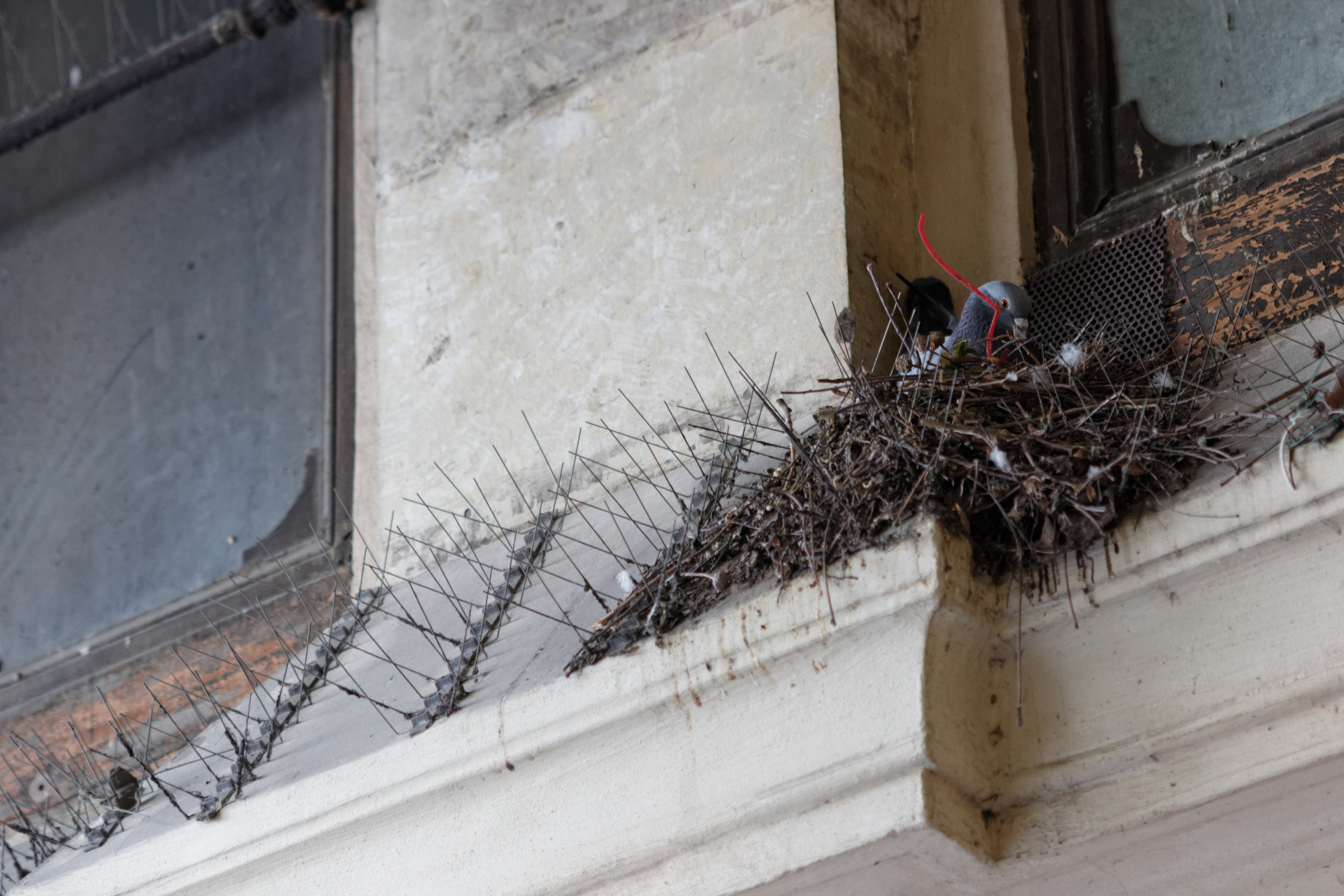
Pigeon nichant sur des pics anti-volatiles.

Les pics anti-volatiles se posent de préférence là où les oiseaux ont l'habitude de se poser, c'est-à-dire sur les parties saillantes des façades abritées du vent. Ils sont fréquents en centre-ville et en zone côtière, où les oiseaux féraux sont les plus répandus.

Exemples d'utilisation
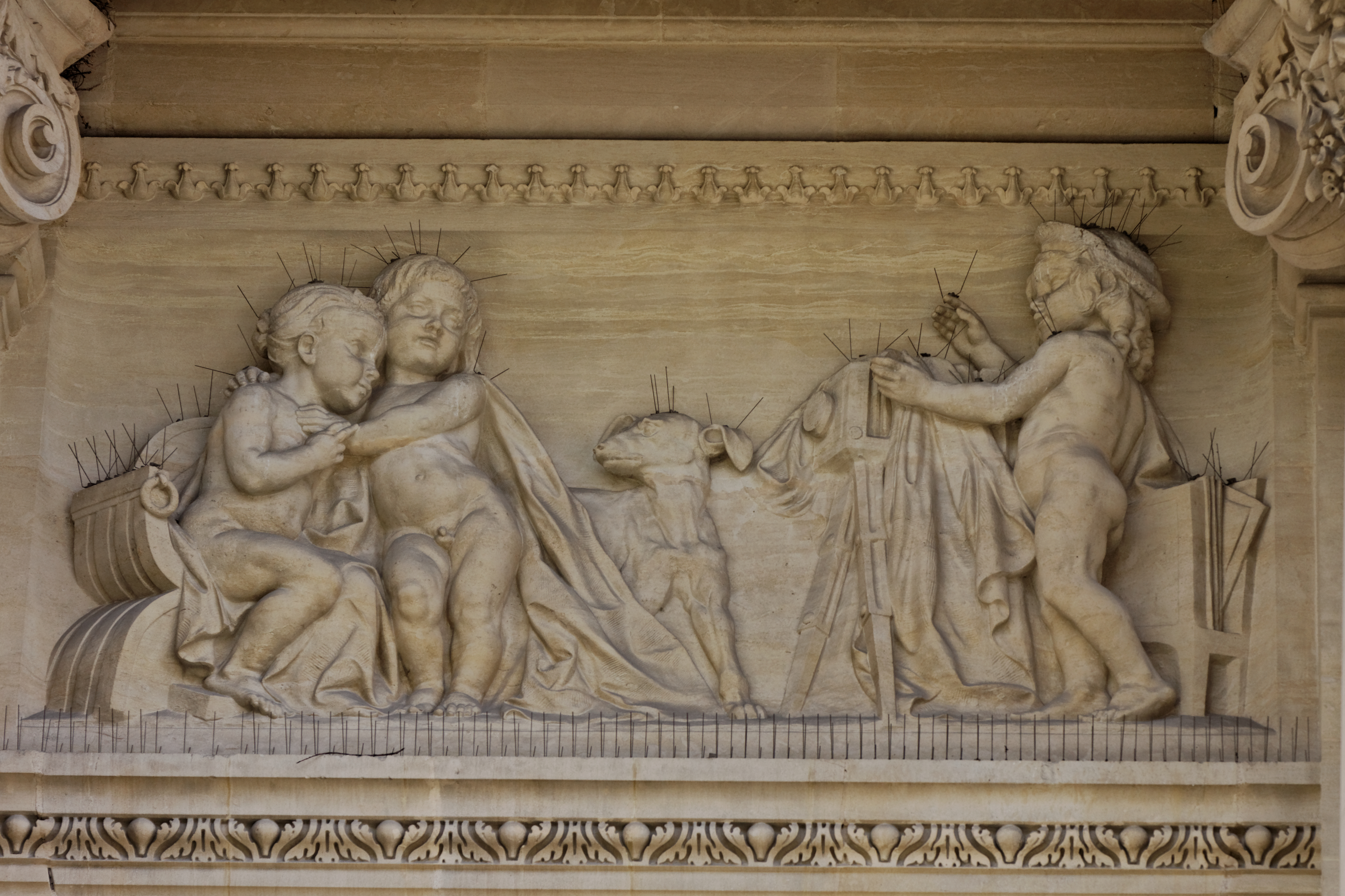
Pics sur toutes les parties saillantes d'un relief
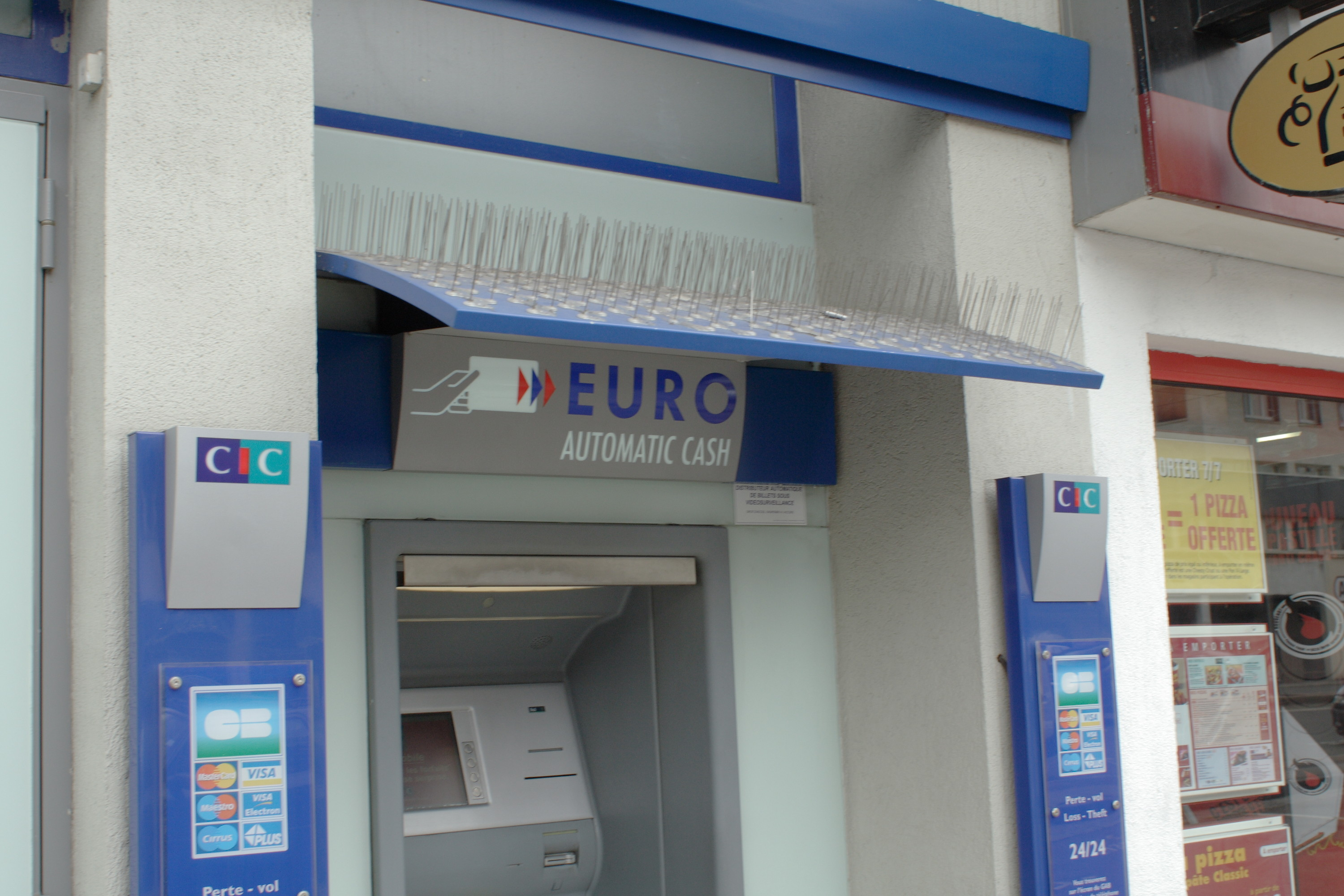
Pics sur l'auvent d'un distributeur de billets
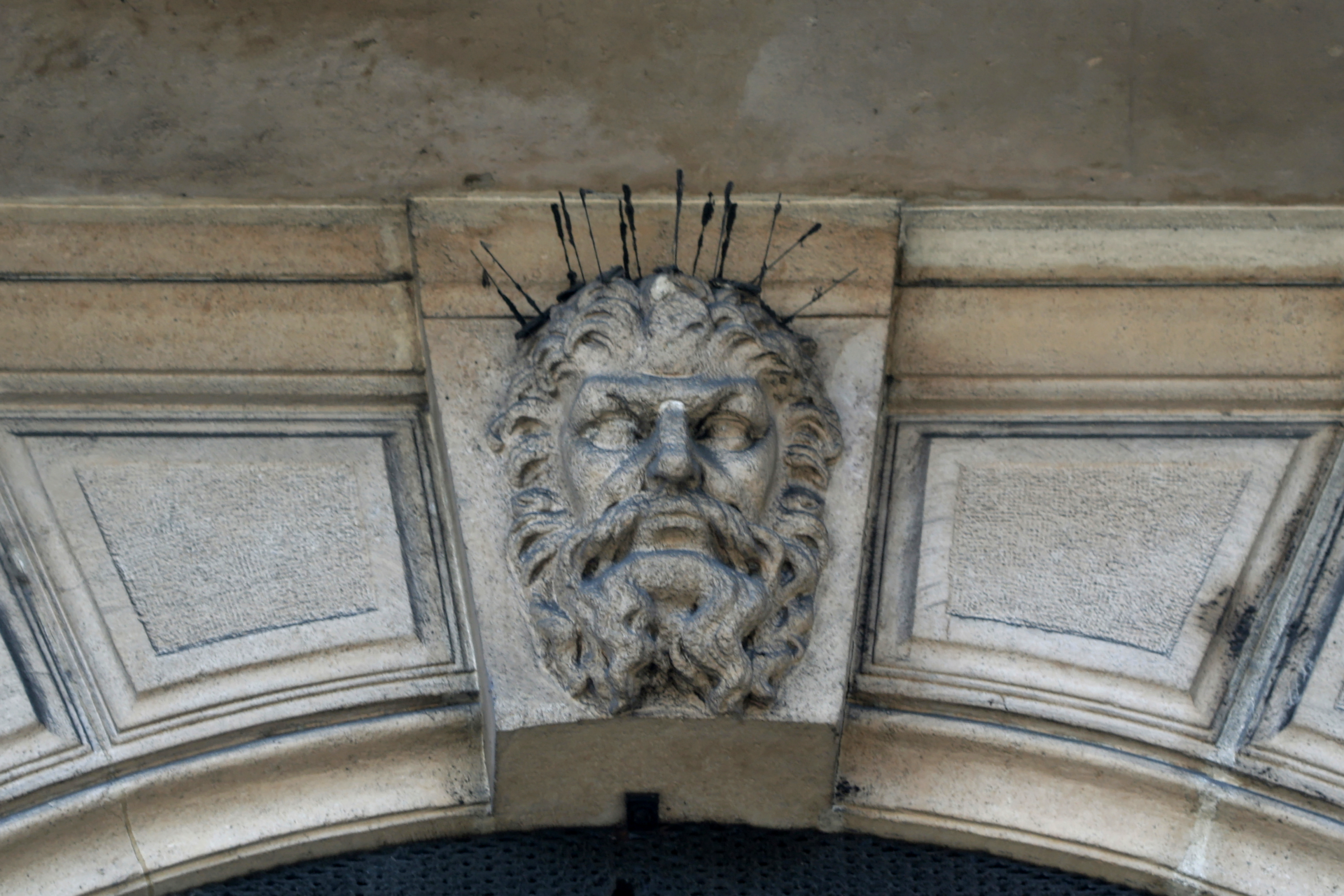
Pics sur un mascaron
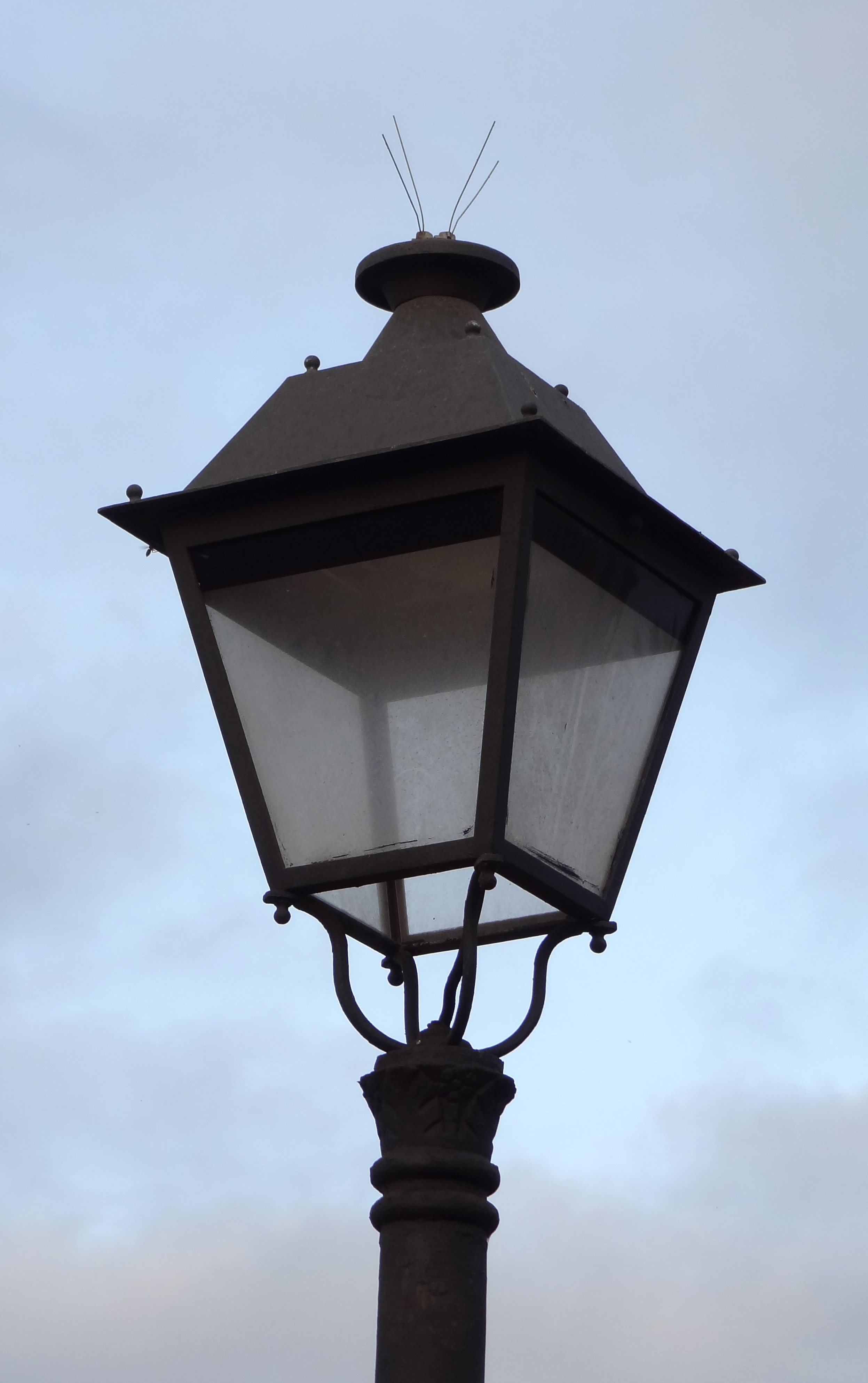
Pics sur un lampadaire.

Les pics anti-volatiles sont très répandus, et ils ont l'avantage d'être la méthode de dépigeonnisation la moins chère à la pose ; cependant elle nécessite de l'entretien. En effet, les oiseaux y accumulent brindilles et feuilles d'arbres jusqu'à pouvoir s'y poser, voire y nidifier ; il convient donc de nettoyer les pics anti-volatiles régulièrement.
Pour éviter l'accumulation des feuilles et brindilles, on peut utiliser des câbles anti-volatiles tendus au-dessus des parties saillantes, qui ne retiennent pas les feuilles et sur lesquels les oiseaux ne peuvent pas se poser à cause de l'effet rolling et de l'effet ressort.
Certains dispositifs électriques fonctionnant sur le principe de la clôture électrique sont plus efficaces, cependant il faut les alimenter en électricité, et selon les endroits, ils peuvent être illégaux comme au Royaume-Uni. Les pics pointus peuvent également être interdits et ne sont pas adaptés pour les zones visitables, c'est pourquoi certains fabricants produisent des pics émoussés qui sont moins efficaces.
Pour les creux tels les niches abritant une sculpture, l'apparence des pics peut être problématique. On peut alors avoir recours à des dispositifs sonores avec enregistrements de cris de détresse d'oiseaux. On peut également avoir recours à des épouvantails, des grillages ou des filets anti-volatiles, etc.

Dépigeonnisation d'une statue
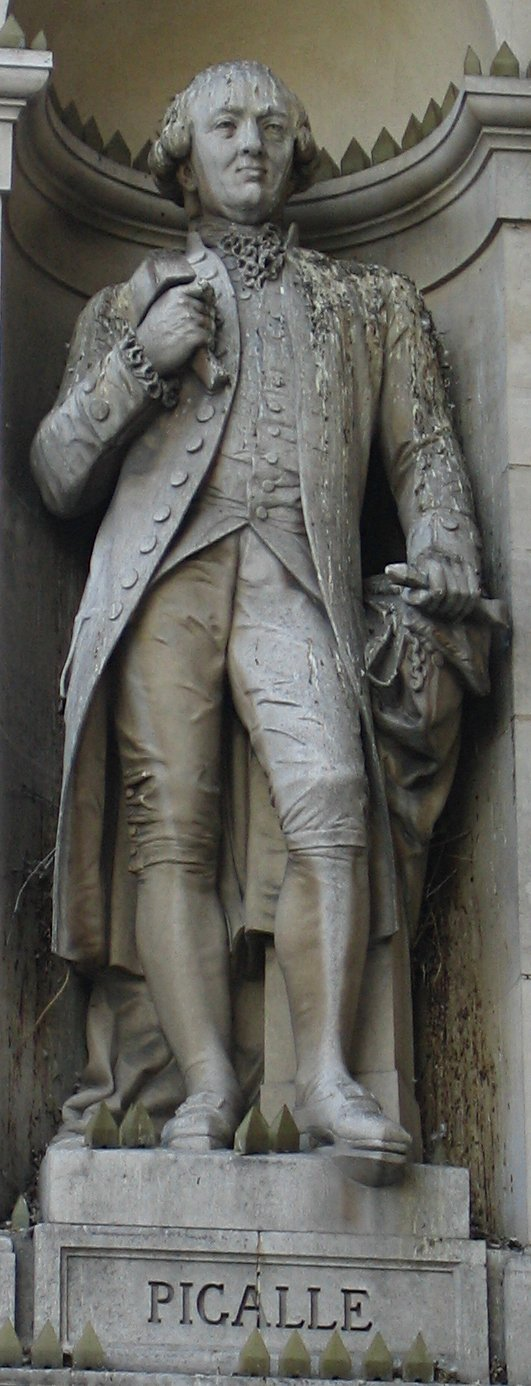
Les fientes sont salissantes et corrosives. (2006)
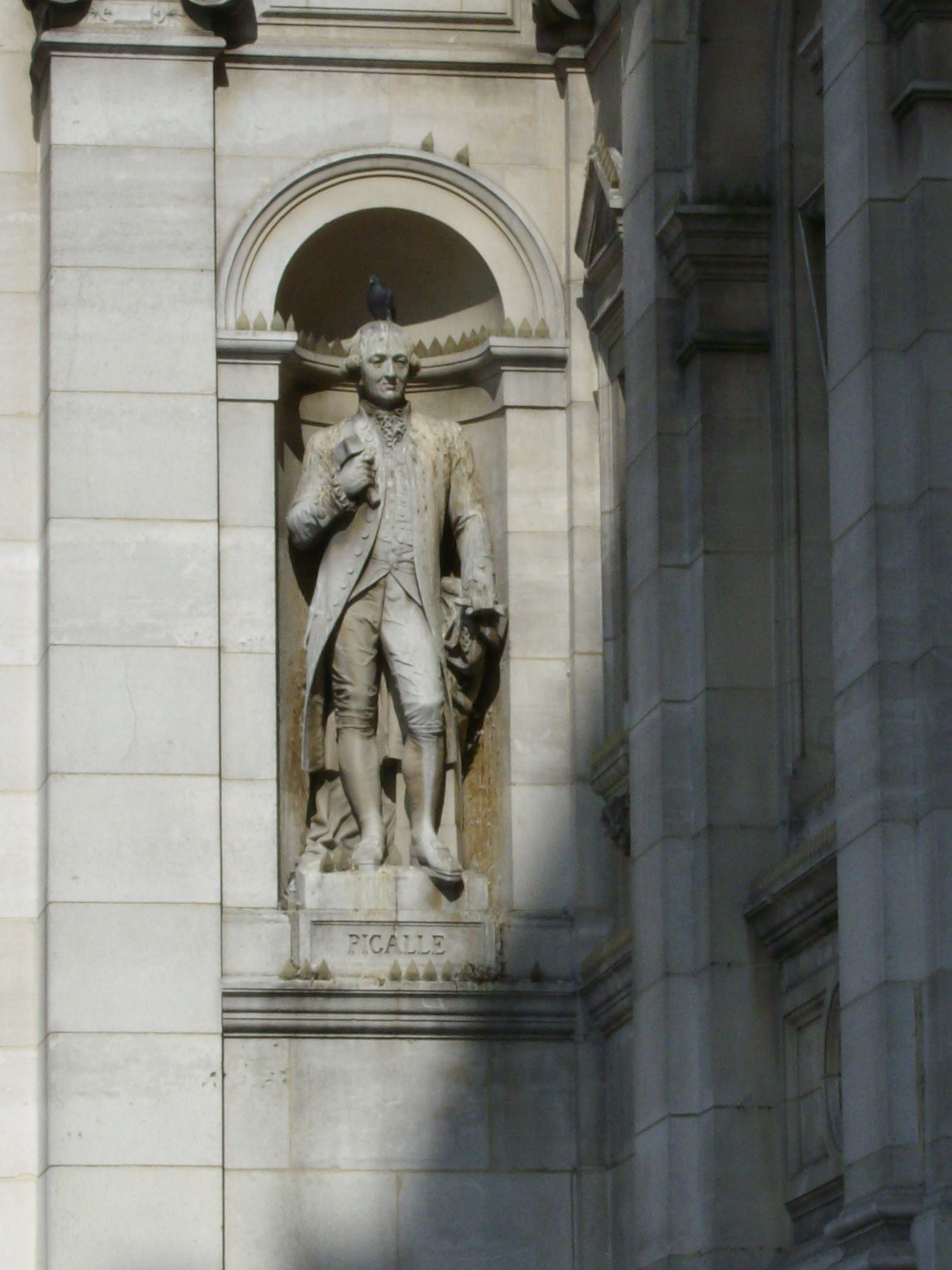
Les oiseaux se posent où ils peuvent, ici sur la tête de la statue. (2007)
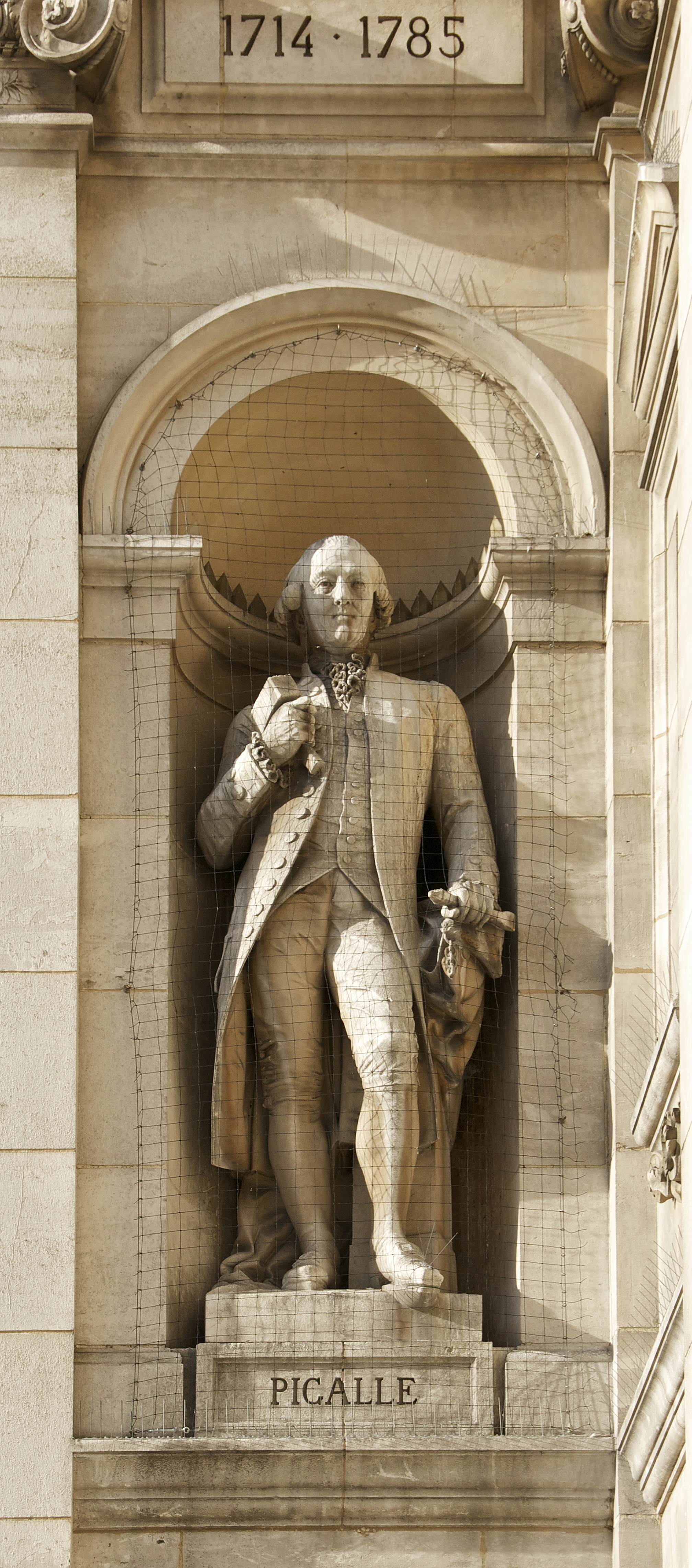
La même statue, protégée par des pics et un filet. (2012)

## Blessures et mortalité
Bien que souvent décrits comme des dispositifs « inoffensifs » ou « dissuasifs sans contact », les pics anti-volatiles peuvent causer des blessures graves, voire mortelles, chez les oiseaux. Selon Ornithomedia, leur installation à proximité de sites de nidification peut entraîner la chute ou l’empalement de jeunes oiseaux encore maladroits.
Plusieurs cas ont été documentés, notamment à Louvain-la-Neuve en Belgique, où un pigeon a été retrouvé vivant, empalé sur des pics installés sur un balcon résidentiel. À Rouen, des riverains et associations ont également signalé des scènes similaires, dénonçant un « spectacle morbide » et demandant l’interdiction de ces dispositifs en milieu urbain.